# جان رویز (بازیکن فوتبال)
جان رویز (انگلیسی: Jean Ruiz؛ زادهٔ ۶ آوریل ۱۹۹۸) بازیکن فوتبال اهل فرانسه است.
از باشگاه‌هایی که در آن بازی کرده‌است می‌توان به باشگاه فوتبال سوشو اشاره کرد.
وی همچنین در تیم‌های ملی فوتبال زیر ۱۷ سال فرانسه، زیر ۱۸ سال فرانسه، و زیر ۱۹ سال فرانسه بازی کرده‌است.